# Richard Hughes (piłkarz)
Richard Daniel Hughes (ur. 25 czerwca 1979 w Glasgow) – piłkarz występujący na pozycji defensywnego pomocnika w Bournemouth. Reprezentant Szkocji.